# ブライアン・ジョンソン (投手)
クリストファー・ブライアン・ジョンソン (Christopher Brian Johnson, 1990年12月7日 - ) は、アメリカ合衆国フロリダ州ポーク郡レイクランド出身のプロ野球選手 (投手) 。左投左打。MLBのロサンゼルス・エンゼルス傘下所属。

## 経歴
2009年のココアビーチ高等学校在籍時、MLBドラフト27巡目（全体817位）でロサンゼルス・ドジャースから指名されたが、契約しなかった。
2010年にフロリダ大学在籍時、日本で開催された第5回世界大学野球選手権大会にはアメリカ合衆国代表として参加した。なお、大学時代は捕手のマイク・ズニーノとチームメイトであり、またルームメイトでもあった。
2012年のMLBドラフト1巡目（全体31位）でボストン・レッドソックスから指名され、プロ入り。契約後、傘下A-級ローウェル・スピナーズでプロデビューを果たすと、4試合に先発登板して防御率0.00、WHIP0.53を記録した。
2013年は、ルーキー級ガルフ・コーストリーグ・レッドソックス、A級グリーンビル・ドライブ、A+級セイラム・レッドソックスの3球団に所属。ルーキー級ガルフ・コーストリーグ・レッドソックスとA+級セイラムでは、各2試合に先発登板、グリーンビルでは15試合に先発登板、3チーム計19試合に先発登板して2勝6敗、防御率2.54、35四球、84奪三振、WHIP1.12という成績を残した。
2014年は、4月末までA+級セイラムに所属して、5試合の先発登板で3勝1敗、防御率3.86、WHIP1.17を記録。その後、AA級ポートランド・シードッグスに昇格すると、ここでは20試合の先発登板で10勝2敗、防御率1.75、WHIP0.93を記録、マイナーながらキャリア初の二桁勝利を挙げた。
2015年7月11日、クレイ・バックホルツの故障者リスト入りに伴い、メジャー昇格を果たした。その後、7月21日のヒューストン・アストロズ戦でメジャーデビュー（先発登板）し、この試合では4.1回を3安打4失点という投球内容で敗戦投手となった。なお、同年マイナーではAAA級ポータケットのみに所属し、18試合の先発登板で防御率2.53・1つの完封勝利を含む9勝6敗、WHIP1.10という成績を記録した。
2016年は、ルーキー級ガルフ・コーストリーグ・レッドソックス、A-級ローウェル、AAA級ポータケットの3球団で計19試合に先発登板し、防御率3.60・5勝7敗・WHIP1.35の成績を残した。この年、メジャーでの登板機会はなかった。
2017年は、4月18日のトロント・ブルージェイズ戦で先発登板すると、5.0イニングを7安打3四球6奪三振4失点という投球内容で、メジャー初勝利を挙げたが、その夜にAAA級ポータケットに降格した。その後、再昇格すると、5月27日のシアトル・マリナーズ戦で2勝目となる完封勝利を挙げた。しかし、故障者リストから復帰するデビッド・プライスをアクティブ・ロースターに入れる為、試合後マイナー降格となった。その後、更に3試合に先発登板し、シーズントータルでは5試合で2勝0敗、防御率4.33、WHIP1.48という成績を記録した。同年マイナーでは、A-級ローウェルで1試合、AAA級ポータケットで17試合の計18試合に先発登板して3勝4敗、防御率3.10、WHIP1.23という成績をマーク、マイナーでの通算登板試合数が100を超えた。
2018年のスプリングトレーニング中のプレシーズン・ゲームで15.2回を投げ防御率1.72を残したため、新監督のアレックス・コーラにシーズンの開幕から5戦目の試合に先発登板することを指名された。4月2日にマイアミ・マーリンズ戦で勝利を挙げた。その後チームの中継ぎが少ないため、ブルペンに異動となる。6月中旬までに20登板（1先発）で32.1回を投げ、1勝2敗・防御率4.73を残した。6月26日にスティーブン・ライトが故障者リストに入ったため、ロサンゼルス・エンゼルス戦に先発することになる。4回を投げ、3安打1失点を許し、勝敗はつかなかった。7月3日に先発登板を果たしたが、また勝敗はつかなかった。7月15日に左腰の炎症のため故障者リストに入った。2018年の成績としては38登板（13先発）で99.1回を投げ、4勝5敗、防御率4.17を残した。またポストシーズンのロースターには入らなかった。
2019年は先発7試合を含む21試合に登板した。11月27日にマイナー契約でAAA級ポータケットへ配属された。2020年8月10日に自由契約となった。
2021年5月31日に独立リーグ・アメリカン・アソシエーションのミルウォーキー・ミルクメンと契約し、2試合に登板したが、6月22日にロサンゼルス・エンゼルスとマイナー契約を結んだ。

## 投球スタイル
投球術の巧さに定評があり、特に決め球のカーブの評価が高い。

## 詳細情報

### 年度別投手成績
| 年 度    | 球 団    | 登 板 | 先 発 | 完 投 | 完 封 | 無 四 球 | 勝 利 | 敗 戦 | セ 丨 ブ | ホ 丨 ル ド | 勝 率 | 打 者 | 投 球 回 | 被 安 打 | 被 本 塁 打 | 与 四 球 | 敬 遠 | 与 死 球 | 奪 三 振 | 暴 投 | ボ 丨 ク | 失 点 | 自 責 点 | 防 御 率 | W H I P |
| -------- | -------- | ----- | ----- | ----- | ----- | -------- | ----- | ----- | -------- | ----------- | ----- | ----- | -------- | -------- | ----------- | -------- | ----- | -------- | -------- | ----- | -------- | ----- | -------- | -------- | ------- |
| 2015     | BOS      | 1     | 1     | 0     | 0     | 0        | 0     | 1     | 0        | 0           | .000  | 19    | 4.1      | 3        | 0           | 4        | 0     | 0        | 3        | 0     | 0        | 4     | 4        | 8.31     | 1.62    |
| 2017     | BOS      | 5     | 5     | 1     | 1     | 1        | 2     | 0     | 0        | 0           | 1.000 | 121   | 27.0     | 32       | 5           | 8        | 1     | 0        | 21       | 0     | 0        | 13    | 13       | 4.33     | 1.48    |
| 2018     | BOS      | 38    | 13    | 0     | 0     | 0        | 4     | 5     | 0        | 2           | .444  | 434   | 99.1     | 104      | 16          | 38       | 0     | 1        | 87       | 1     | 0        | 49    | 46       | 4.17     | 1.43    |
| 2019     | BOS      | 21    | 7     | 0     | 0     | 0        | 1     | 3     | 0        | 0           | .250  | 193   | 40.1     | 53       | 6           | 23       | 3     | 0        | 31       | 5     | 0        | 29    | 27       | 6.02     | 1.88    |
| MLB：4年 | MLB：4年 | 65    | 26    | 1     | 1     | 1        | 7     | 9     | 0        | 2           | .438  | 767   | 171.0    | 192      | 27          | 73       | 4     | 1        | 142      | 6     | 0        | 95    | 90       | 4.74     | 1.55    |

- 2019年度シーズン終了時

### 年度別守備成績
| 年 度 | 球 団 | 投手（P） | 投手（P） | 投手（P） | 投手（P） | 投手（P） | 投手（P） |
| 年 度 | 球 団 | 試 合     | 刺 殺     | 補 殺     | 失 策     | 併 殺     | 守 備 率  |
| ----- | ----- | --------- | --------- | --------- | --------- | --------- | --------- |
| 2015  | BOS   | 1         | 0         | 0         | 0         | 0         | ----      |
| 2017  | BOS   | 5         | 1         | 4         | 0         | 0         | 1.000     |
| 2018  | BOS   | 38        | 1         | 5         | 0         | 0         | 1.000     |
| 2019  | BOS   | 21        | 0         | 1         | 0         | 0         | 1.000     |
| MLB   | MLB   | 65        | 2         | 10        | 0         | 0         | 1.000     |

- 2019年度シーズン終了時

### 背番号
- 61（2015年、2017年 - 2019年）

### 代表歴
- 第5回世界大学野球選手権大会 アメリカ合衆国代表[5]